# Mazaz
Mazaz (em armênio: Մազազ), segundo a Geografia de Ananias de Siracena (século VII), foi um gavar (cantão) da província de Airarate, no Reino da Armênia. Esse cantão também foi referido historicamente como Guelamaxém (Գեղամաշեն, Gełamašen; lit. "habitado por Gelâmio") em referência ao patriarca Gelâmio. Compreendia uma área de 680 quilômetros quadrados e estava localizado no curso superior do rio Razdã, que flui do lago Sevã ao rio Araxes. Originalmente compunha parte das terras da dinastia arsácida reinante. Também englobava o território do cantão de Varasnúnia, que foi separado e tornou-se parte das propriedades da família Varasnúnio. Em 591, com a redefinição da fronteira entre o Império Bizantino e o Império Sassânida, permaneceu na porção iraniana.